# Torre Jaime I
La Torre Jaime I (en catalán Torre Jaume I) es una torre de 107 metros que se encuentra en Barcelona, España. Fue construida en 1931 y diseñada por el ingeniero Carles Buïgas; posee una apariencia similar a la torre de radio de Berlín. La torre forma parte del transbordador aéreo de Barcelona que comunica la montaña de Montjuïc con el puerto de la ciudad. 
Hasta 1966 fue la estructura más alta del mundo por donde pasaba un teleférico. Actualmente es la tercera, por detrás de las de Nueva Orleans, en EE. UU.; y en Kaprun, en Austria. Comunica con la estación siguiente en la Torre San Sebastián. Supone un excelente mirador sobre el centro de Barcelona.
Durante la guerra civil española se utilizó como punto de vigilancia y se instaló una batería de ametralladoras.
Es una obra protegida como Bien Cultural de Interés Local. 

## Descripción
La Torre de Jaume I está ubicada al final del muelle de Barcelona, frente al World Trade Center, y la Torre de San Sebastián está ubicada en el paseo Joan de Borbó, ambas en el distrito de Ciudad Vieja. Ambas torres, junto con una estación en la montaña de Montjuïc, forman los puntos de apoyo del Transbordador Aéreo de Barcelona. Las torres están en funcionamiento y las separa una distancia de 500 metros.
Para acceder al transbordador debe realizarse desde el ascensor de la Torre de San Sebastián. La otra torre tiene sólo escalera y actualmente no se utiliza.
La Torre de Jaime I es la más alta y esbelta, ya que sólo debe resistir esfuerzos gravitatorios. Tiene un fuste piramidal y la estructura está realizada con tres niveles de apeo. El primero, hasta media altura, está formado por alargadas cruces de Sant Andreu y, a partir de ahí, crees más pequeñas al reducirse la sección con la altura. La escalera es independiente de la estructura y sube adosada al núcleo central. Presenta tres elementos horizontales: la galería mirador, la pasarela de paso de cabina que tiene un espacio cerrado y dos niveles de pasarelas. Este espacio está coronado con un tejado piramidal truncado y una estructura vista que completa la punta de la cubierta. Dispone de otras tres plataformas horizontales, de uso restringido con funciones técnicas.
En el aspecto técnico destaca la destreza en la utilización de estructuras ligeras de acero para conseguir que las torres resistan las tensiones requeridas.

## Origen
El transbordador aéreo fue construido con el fin de conectar la Exposición de 1929 con su sección marítima. Sin embargo, no fue posible conseguir capital privado hasta 1928, ya demasiado tarde para terminar las obras de la Exposición. Buigas vendió su participación en el proyecto a Josep R. Roda, que lo realizó en 1931, cambiando la ubicación de la torre intermedia del muelle España en el muelle de Barcelona.
Fue inaugurada el 13 de septiembre de 1931.